# Многочастичная функция Грина
В теории многих тел термин функция Грина иногда используется как синоним корреляционной функции, но относится к корреляторам операторов поля или операторам рождения и уничтожения.
Название происходит от функций Грина, используемых для решения неоднородных дифференциальных уравнений, с которыми они слабо связаны. В частности, только двухточечные функции Грина в случае невзаимодействующей системы являются функциями Грина в математическом смысле; линейный оператор, который они инвертируют, представляет собой оператор Гамильтона, который в невзаимодействующем случае имеет квадратичный вид по отношению к полевым операторам.

## Пространственно однородный случай

### Основные определения
Обычно рассматривают теорию многих тел с полевым оператором (оператор уничтожения, записанный в координатном базисе) {\displaystyle \psi (\mathbf {x} )} .
Операторы Гейзенберга можно записать в терминах операторов Шредингера в виде
{\displaystyle \psi (\mathbf {x} ,t)=\mathrm {e} ^{\mathrm {i} Kt}\psi (\mathbf {x} )\mathrm {e} ^{-\mathrm {i} Kt},}
и оператор создания {\displaystyle {\bar {\psi }}(\mathbf {x} ,t)=[\psi (\mathbf {x} ,t)]^{\dagger }}, где {\displaystyle K=H-\mu N} — гамильтониан большого канонического ансамбля.
Аналогично для операторов записанных в мнимом времени
{\displaystyle \psi (\mathbf {x} ,\tau )=\mathrm {e} ^{K\tau }\psi (\mathbf {x} )\mathrm {e} ^{-K\tau }}
{\displaystyle {\bar {\psi }}(\mathbf {x} ,\tau )=\mathrm {e} ^{K\tau }\psi ^{\dagger }(\mathbf {x} )\mathrm {e} ^{-K\tau }.}
Здесь оператор создания в мнимом времени {\displaystyle {\bar {\psi }}(\mathbf {x} ,\tau )} не является эрмитово сопряженным оператором уничтожения {\displaystyle \psi (\mathbf {x} ,\tau )}.
В реальном времени {\displaystyle 2n} -точечная функция Грина определяется как
{\displaystyle G^{(n)}(1\ldots n\mid 1'\ldots n')=i^{n}\langle {\hat {T}}\psi (1)\ldots \psi (n){\bar {\psi }}(n')\ldots {\bar {\psi }}(1')\rangle ,}
где использованы сокращенные обозначения, в которых {\displaystyle j} означает {\displaystyle (\mathbf {x} _{n},t_{n})} а также {\displaystyle n'} означает {\displaystyle (\mathbf {x} _{n}',t_{n}')} . Оператор {\displaystyle {\hat {T}}} обозначает оператор упорядочивания по времени, который указывает, что следующие за ним операторы поля должны быть упорядочены так, чтобы их аргументы времени увеличивались справа налево.
Для мнимого времени соответствующее определение:
{\displaystyle {\mathcal {G}}^{(n)}(1\ldots n\mid 1'\ldots n')=\langle {\hat {T}}\psi (1)\ldots \psi (n){\bar {\psi }}(n')\ldots {\bar {\psi }}(1')\rangle ,}
где индекс {\displaystyle n} означает координаты и время {\displaystyle \mathbf {x} _{n},\tau _{n}}. Переменные мнимого времени {\displaystyle \tau _{n}} ограничены диапазоном от {\displaystyle 0} до обратной температуры {\displaystyle \beta ={\frac {1}{k_{B}T}}} .
Здесь знаки функций Грина были выбраны так, чтобы преобразование Фурье двухточечной ({\displaystyle n=1}) мацубаровская функции Грина для свободной частицы равна
{\displaystyle {\mathcal {G}}(\mathbf {k} ,\omega _{n})={\frac {1}{-\mathrm {i} \omega _{n}+\xi _{\mathbf {k} }}},}
а запаздывающая функция Грина равна
{\displaystyle G^{\mathrm {R} }(\mathbf {k} ,\omega )={\frac {1}{-(\omega +\mathrm {i} \eta )+\xi _{\mathbf {k} }}},}
где
{\displaystyle \omega _{n}={[2n+\theta (-\zeta )]\pi }/{\beta }\,,}
где ωn— частоты Мацубары.
{\displaystyle \zeta } равно {\displaystyle +1} для бозонов и {\displaystyle -1} для фермионов и {\displaystyle [\ldots ,\ldots ]=[\ldots ,\ldots ]_{-\zeta }} обозначает коммутатор или антикоммутатор в зависимости от статистики.

### Двухточечные функции
Функция Грина с одной парой аргументов ({\displaystyle n=1}) называется двухточечной функцией или пропагатором. При наличии как пространственной, так и временной трансляционной симметрии она зависит только от разницы её аргументов. Преобразование Фурье по пространству и времени дает
{\displaystyle {\mathcal {G}}(\mathbf {x} \tau \mid \mathbf {x} '\tau ')=\int _{\mathbf {k} }d\mathbf {k} {\frac {1}{\beta }}\sum _{\omega _{n}}{\mathcal {G}}(\mathbf {k} ,\omega _{n})\mathrm {e} ^{\mathrm {i} \mathbf {k} \cdot (\mathbf {x} -\mathbf {x} ')-\mathrm {i} \omega _{n}(\tau -\tau ')},}
где сумма по соответствующим частотам Мацубары (а интеграл включает неявный множитель {\displaystyle (L/2\pi )^{d}}).
В реальном времени указывают упорядоченную по времени функцию с надстрочным индексом T:
{\displaystyle G^{\mathrm {T} }(\mathbf {x} t\mid \mathbf {x} 't')=\int _{\mathbf {k} }d\mathbf {k} \int {\frac {\mathrm {d} \omega }{2\pi }}G^{\mathrm {T} }(\mathbf {k} ,\omega )\mathrm {e} ^{\mathrm {i} \mathbf {k} \cdot (\mathbf {x} -\mathbf {x} ')-\mathrm {i} \omega (t-t')}.}
Двухточечную функцию Грина в реальном времени можно записать в терминах «запаздывающих» и «опережающих» функций Грина, которые, как оказывается, обладают более простыми свойствами аналитичности. Запаздывающие и опережающие функции Грина определяются как
{\displaystyle G^{\mathrm {R} }(\mathbf {x} t\mid \mathbf {x} 't')=-\mathrm {i} \langle [\psi (\mathbf {x} ,t),{\bar {\psi }}(\mathbf {x} ',t')]_{\zeta }\rangle \Theta (t-t')}
{\displaystyle G^{\mathrm {A} }(\mathbf {x} t\mid \mathbf {x} 't')=\mathrm {i} \langle [\psi (\mathbf {x} ,t),{\bar {\psi }}(\mathbf {x} ',t')]_{\zeta }\rangle \Theta (t'-t),}
соответственно.
Они связаны с упорядоченной по времени функцией Грина соотношением
{\displaystyle G^{\mathrm {T} }(\mathbf {k} ,\omega )=[1+\zeta n(\omega )]G^{\mathrm {R} }(\mathbf {k} ,\omega )-\zeta n(\omega )G^{\mathrm {A} }(\mathbf {k} ,\omega ),}
где
{\displaystyle n(\omega )={\frac {1}{\mathrm {e} ^{\beta \omega }-\zeta }}}
— функция распределения Бозе — Эйнштейна или Ферми — Дирака.

#### Упорядочение в мнимом времени иβпериодичность
Мацубаровскиефункции Грина определяются только тогда, когда оба аргумента мнимого времени находятся в пределах диапазона {\displaystyle 0} до {\displaystyle \beta } . Двухточечная функция Грина обладает следующими свойствами. (Координаты и импульс в этом разделе опущены.)
Во-первых, функция Грина зависит только от разницы мнимых времен:
{\displaystyle {\mathcal {G}}(\tau ,\tau ')={\mathcal {G}}(\tau -\tau ').}
Аргумент {\displaystyle \tau -\tau '} меняется в пределах от {\displaystyle -\beta } к {\displaystyle \beta } .
Во-вторых, {\displaystyle {\mathcal {G}}(\tau )} -
это (анти) периодическая относительно сдвигов {\displaystyle \beta } функция. Из-за небольшого размера области, в которой определяется функция, это означает, что
{\displaystyle {\mathcal {G}}(\tau -\beta )=\zeta {\mathcal {G}}(\tau ),}
для {\displaystyle 0<\tau <\beta } . Упорядочение по времени имеет решающее значение для этого свойства, что можно напрямую доказать, используя цикличность операции взятия следа.
Эти два свойства учитываются в представлении прямого и обратного преобразования Фурье,
{\displaystyle {\mathcal {G}}(\omega _{n})=\int _{0}^{\beta }\mathrm {d} \tau \,{\mathcal {G}}(\tau )\,\mathrm {e} ^{\mathrm {i} \omega _{n}\tau }.}
{\displaystyle {\mathcal {G}}(\tau )} имеет разрыв при {\displaystyle \tau =0} ; это согласуется с поведением на больших расстояниях {\displaystyle {\mathcal {G}}(\omega _{n})\sim 1/|\omega _{n}|}.

### Спектральное представление
Пропагаторы в реальном и мнимом времени связаны со спектральной плотностью (или спектральным весом) формулой
{\displaystyle \rho (\mathbf {k} ,\omega )={\frac {1}{\mathcal {Z}}}\sum _{\alpha ,\alpha '}2\pi \delta (E_{\alpha }-E_{\alpha '}-\omega )|\langle \alpha \mid \psi _{\mathbf {k} }^{\dagger }\mid \alpha '\rangle |^{2}\left(\mathrm {e} ^{-\beta E_{\alpha '}}-\zeta \mathrm {e} ^{-\beta E_{\alpha }}\right),}
где | α ⟩ относится к многочастичному собственному состоянию гамильтониана большого канонического ансамбля H − μN с собственным значением Eα .
Тогда пропагатор в мнимом времени определяется выражением
{\displaystyle {\mathcal {G}}(\mathbf {k} ,\omega _{n})=\int _{-\infty }^{\infty }{\frac {\mathrm {d} \omega '}{2\pi }}{\frac {\rho (\mathbf {k} ,\omega ')}{-\mathrm {i} \omega _{n}+\omega '}}~,}
а запаздывающий пропагатор -
{\displaystyle G^{\mathrm {R} }(\mathbf {k} ,\omega )=\int _{-\infty }^{\infty }{\frac {\mathrm {d} \omega '}{2\pi }}{\frac {\rho (\mathbf {k} ,\omega ')}{-(\omega +\mathrm {i} \eta )+\omega '}},}
где предел подразумевается при {\displaystyle \eta \rightarrow 0^{+}}.
Опережающий пропагатор задается тем же выражением, но с членом {\displaystyle -\mathrm {i} \eta } в знаменателе.
Упорядоченную по времени функцию можно выразить в терминах {\displaystyle G^{\mathrm {R} }} и {\displaystyle G^{\mathrm {A} }}. Как утверждалось выше, {\displaystyle G^{\mathrm {R} }(\omega )} и {\displaystyle G^{\mathrm {A} }(\omega )} обладают простыми свойствами аналитичности: первая (последняя) имеет все полюса и разрывы в нижней (верхней) полуплоскости.
Мацубаровский пропагатор {\displaystyle {\mathcal {G}}(\omega _{n})} имеет все полюса и разрывы на воображаемых {\displaystyle \omega _{n}} осях.
Спектральную плотность можно найти из {\displaystyle G^{\mathrm {R} }}, используя теорему Сохацкого — Вейерштрасса для обобщённых функций
{\displaystyle \lim _{\eta \rightarrow 0^{+}}{\frac {1}{x\pm \mathrm {i} \eta }}=P{\frac {1}{x}}\mp i\pi \delta (x),}
где P обозначает главное значение интеграла по Коши. Что приводит к
{\displaystyle \rho (\mathbf {k} ,\omega )=2\operatorname {Im} \,G^{\mathrm {R} }(\mathbf {k} ,\omega ).}
Кроме этого {\displaystyle G^{\mathrm {R} }(\mathbf {k} ,\omega )} подчиняется следующему соотношению между его реальной и мнимой частями:
{\displaystyle \operatorname {Re} G^{\mathrm {R} }(\mathbf {k} ,\omega )=-2P\int _{-\infty }^{\infty }{\frac {\mathrm {d} \omega '}{2\pi }}{\frac {\operatorname {Im} \,G^{\mathrm {R} }(\mathbf {k} ,\omega ')}{\omega -\omega '}},}
где {\displaystyle P} обозначает главное значение интеграла.
Спектральная плотность подчиняется правилу сумм,
{\displaystyle \int _{-\infty }^{\infty }{\frac {\mathrm {d} \omega }{2\pi }}\rho (\mathbf {k} ,\omega )=1,}
которая задает асимптотику в виде
{\displaystyle G^{\mathrm {R} }(\omega )\sim {\frac {1}{|\omega |}}}
при {\displaystyle |\omega |\rightarrow \infty } .

#### Преобразование Гильберта
Сходство спектральных представлений функций Грина от мнимого и действительного времени позволяет определить функцию
{\displaystyle G(\mathbf {k} ,z)=\int _{-\infty }^{\infty }{\frac {\mathrm {d} x}{2\pi }}{\frac {\rho (\mathbf {k} ,x)}{-z+x}},}
которая относится к {\displaystyle {\mathcal {G}}} и {\displaystyle G^{\mathrm {R} }} как
{\displaystyle {\mathcal {G}}(\mathbf {k} ,\omega _{n})=G(\mathbf {k} ,\mathrm {i} \omega _{n})}
а также
{\displaystyle G^{\mathrm {R} }(\mathbf {k} ,\omega )=G(\mathbf {k} ,\omega +\mathrm {i} \eta ).}
Аналогичное выражение справедливо для {\displaystyle G^{\mathrm {A} }} .
Связь между {\displaystyle G(\mathbf {k} ,z)} и {\displaystyle \rho (\mathbf {k} ,x)} называется преобразованием Гильберта.

#### Доказательство спектрального представления
Для доказательства спектрального представления пропагатора мацубаровской функции Грина, определяют как
{\displaystyle {\mathcal {G}}(\mathbf {x} ,\tau \mid \mathbf {x} ',\tau ')=\langle T\psi (\mathbf {x} ,\tau ){\bar {\psi }}(\mathbf {x} ',\tau ')\rangle .}
Из-за трансляционной симметрии необходимо учитывать только {\displaystyle {\mathcal {G}}(\mathbf {x} ,\tau \mid \mathbf {0} ,0)} для {\displaystyle \tau >0}, заданную в виде
{\displaystyle {\mathcal {G}}(\mathbf {x} ,\tau \mid \mathbf {0} ,0)={\frac {1}{\mathcal {Z}}}\sum _{\alpha '}\mathrm {e} ^{-\beta E_{\alpha '}}\langle \alpha '\mid \psi (\mathbf {x} ,\tau ){\bar {\psi }}(\mathbf {0} ,0)\mid \alpha '\rangle .}
Подставление полного набора собственных состояний приводит к
{\displaystyle {\mathcal {G}}(\mathbf {x} ,\tau \mid \mathbf {0} ,0)={\frac {1}{\mathcal {Z}}}\sum _{\alpha ,\alpha '}\mathrm {e} ^{-\beta E_{\alpha '}}\langle \alpha '\mid \psi (\mathbf {x} ,\tau )\mid \alpha \rangle \langle \alpha \mid {\bar {\psi }}(\mathbf {0} ,0)\mid \alpha '\rangle .}
поскольку {\displaystyle |\alpha \rangle } и {\displaystyle |\alpha '\rangle } являются собственными состояниями {\displaystyle H-\mu N}, то операторы Гейзенберга можно переписать в терминах операторов Шредингера
{\displaystyle {\mathcal {G}}(\mathbf {x} ,\tau |\mathbf {0} ,0)={\frac {1}{\mathcal {Z}}}\sum _{\alpha ,\alpha '}\mathrm {e} ^{-\beta E_{\alpha '}}\mathrm {e} ^{\tau (E_{\alpha '}-E_{\alpha })}\langle \alpha '\mid \psi (\mathbf {x} )\mid \alpha \rangle \langle \alpha \mid \psi ^{\dagger }(\mathbf {0} )\mid \alpha '\rangle .}
После преобразования Фурье получается
{\displaystyle {\mathcal {G}}(\mathbf {k} ,\omega _{n})={\frac {1}{\mathcal {Z}}}\sum _{\alpha ,\alpha '}\mathrm {e} ^{-\beta E_{\alpha '}}{\frac {1-\zeta \mathrm {e} ^{\beta (E_{\alpha '}-E_{\alpha })}}{-\mathrm {i} \omega _{n}+E_{\alpha }-E_{\alpha '}}}\int _{\mathbf {k} '}d\mathbf {k} '\langle \alpha \mid \psi (\mathbf {k} )\mid \alpha '\rangle \langle \alpha '\mid \psi ^{\dagger }(\mathbf {k} ')\mid \alpha \rangle .}
Сохранение импульса позволяет записать последний член в виде (с точностью до возможных объемных коэффициентов)
{\displaystyle |\langle \alpha '\mid \psi ^{\dagger }(\mathbf {k} )\mid \alpha \rangle |^{2},}
что подтверждает выражения для функций Грина в спектральном представлении.
Правило сумм можно доказать, рассматривая математическое ожидание коммутатора,
{\displaystyle 1={\frac {1}{\mathcal {Z}}}\sum _{\alpha }\langle \alpha \mid \mathrm {e} ^{-\beta (H-\mu N)}[\psi _{\mathbf {k} },\psi _{\mathbf {k} }^{\dagger }]_{-\zeta }\mid \alpha \rangle ,}
а затем подставляя полный набор собственных состояний в оба члена коммутатора:
{\displaystyle 1={\frac {1}{\mathcal {Z}}}\sum _{\alpha ,\alpha '}\mathrm {e} ^{-\beta E_{\alpha }}\left(\langle \alpha \mid \psi _{\mathbf {k} }\mid \alpha '\rangle \langle \alpha '\mid \psi _{\mathbf {k} }^{\dagger }\mid \alpha \rangle -\zeta \langle \alpha \mid \psi _{\mathbf {k} }^{\dagger }\mid \alpha '\rangle \langle \alpha '\mid \psi _{\mathbf {k} }\mid \alpha \rangle \right).}
Замена меток в первом слагаемом дает
{\displaystyle 1={\frac {1}{\mathcal {Z}}}\sum _{\alpha ,\alpha '}\left(\mathrm {e} ^{-\beta E_{\alpha '}}-\zeta \mathrm {e} ^{-\beta E_{\alpha }}\right)|\langle \alpha \mid \psi _{\mathbf {k} }^{\dagger }\mid \alpha '\rangle |^{2}~,}
что и есть результат интегрирования ρ .

#### Случай без взаимодействия
Для невзаимодействующих частиц {\displaystyle \psi _{\mathbf {k} }^{\dagger }\mid \alpha '\rangle } является собственным состоянием (большого канонического ансамбля) с энергией {\displaystyle E_{\alpha '}+\xi _{\mathbf {k} }}, где {\displaystyle \xi _{\mathbf {k} }=\epsilon _{\mathbf {k} }-\mu } — одночастичное дисперсионное соотношение, измеренное по отношению к химическому потенциалу. Таким образом, спектральная плотность
{\displaystyle \rho _{0}(\mathbf {k} ,\omega )={\frac {1}{\mathcal {Z}}}\,2\pi \delta (\xi _{\mathbf {k} }-\omega )\sum _{\alpha '}\langle \alpha '\mid \psi _{\mathbf {k} }\psi _{\mathbf {k} }^{\dagger }\mid \alpha '\rangle (1-\zeta \mathrm {e} ^{-\beta \xi _{\mathbf {k} }})\mathrm {e} ^{-\beta E_{\alpha '}}.}
Из коммутационных соотношений
{\displaystyle \langle \alpha '\mid \psi _{\mathbf {k} }\psi _{\mathbf {k} }^{\dagger }\mid \alpha '\rangle =\langle \alpha '\mid (1+\zeta \psi _{\mathbf {k} }^{\dagger }\psi _{\mathbf {k} })\mid \alpha '\rangle ,}
с возможными объёмными множителями. Сумма, которая включает в себя термическое среднее оператора числа частиц, тогда равняется {\displaystyle [1+\zeta n(\xi _{\mathbf {k} })]{\mathcal {Z}}}, приводя к
{\displaystyle \rho _{0}(\mathbf {k} ,\omega )=2\pi \delta (\xi _{\mathbf {k} }-\omega ).}
Таким образом, пропагатор от мнимого времени
{\displaystyle {\mathcal {G}}_{0}(\mathbf {k} ,\omega )={\frac {1}{-\mathrm {i} \omega _{n}+\xi _{\mathbf {k} }}}}
а запаздывающий пропагатор
{\displaystyle G_{0}^{\mathrm {R} }(\mathbf {k} ,\omega )={\frac {1}{-(\omega +\mathrm {i} \eta )+\xi _{\mathbf {k} }}}.}

#### Предел нулевой температуры
При β → ∞ спектральная плотность принимает вид
{\displaystyle \rho (\mathbf {k} ,\omega )=2\pi \sum _{\alpha }\left[\delta (E_{\alpha }-E_{0}-\omega )|\langle \alpha \mid \psi _{\mathbf {k} }^{\dagger }\mid 0\rangle |^{2}-\zeta \delta (E_{0}-E_{\alpha }-\omega )|\langle 0\mid \psi _{\mathbf {k} }^{\dagger }\mid \alpha \rangle |^{2}\right]}
где α = 0 соответствует основному состоянию. Здесь только первый (второй) член даёт вклад, когда ω положительно (отрицательно).

## Общий случай

### Основные определения
Для общего случая используются «полевые операторы», как указано выше, или операторы рождения и уничтожения, связанные с другими одночастичными состояниями, возможно, собственными состояниями (невзаимодействующей) кинетической энергии. Используются
{\displaystyle \psi (\mathbf {x} ,\tau )=\varphi _{\alpha }(\mathbf {x} )\psi _{\alpha }(\tau ),}
где {\displaystyle \psi _{\alpha }} — оператор уничтожения одночастичного состояния {\displaystyle \alpha }, а {\displaystyle \varphi _{\alpha }(\mathbf {x} )} — волновая функция этого состояния в координатном представлении. Это дает
{\displaystyle {\mathcal {G}}_{\alpha _{1}\ldots \alpha _{n}|\beta _{1}\ldots \beta _{n}}^{(n)}(\tau _{1}\ldots \tau _{n}|\tau _{1}'\ldots \tau _{n}')=\langle T\psi _{\alpha _{1}}(\tau _{1})\ldots \psi _{\alpha _{n}}(\tau _{n}){\bar {\psi }}_{\beta _{n}}(\tau _{n}')\ldots {\bar {\psi }}_{\beta _{1}}(\tau _{1}')\rangle }
с аналогичным выражением для {\displaystyle G^{(n)}} .

### Двухточечные функции
Двухточечные функции Грина зависят только от разницы их временных аргументов, так что
{\displaystyle {\mathcal {G}}_{\alpha \beta }(\tau \mid \tau ')={\frac {1}{\beta }}\sum _{\omega _{n}}{\mathcal {G}}_{\alpha \beta }(\omega _{n})\,\mathrm {e} ^{-\mathrm {i} \omega _{n}(\tau -\tau ')}}
и
{\displaystyle G_{\alpha \beta }(t\mid t')=\int _{-\infty }^{\infty }{\frac {\mathrm {d} \omega }{2\pi }}\,G_{\alpha \beta }(\omega )\,\mathrm {e} ^{-\mathrm {i} \omega (t-t')}.}
Можно очевидным образом определять запаздывающие и опережающие функции грина; они связаны с упорядочиванием по времени так же, как указано выше.
Те же свойства периодичности, что описаны выше, применимы к {\displaystyle {\mathcal {G}}_{\alpha \beta }} . Конкретно,
{\displaystyle {\mathcal {G}}_{\alpha \beta }(\tau \mid \tau ')={\mathcal {G}}_{\alpha \beta }(\tau -\tau ')}
и
{\displaystyle {\mathcal {G}}_{\alpha \beta }(\tau )={\mathcal {G}}_{\alpha \beta }(\tau +\beta ),}
для {\displaystyle \tau <0} .

### Спектральное представление
В этом случае,
{\displaystyle \rho _{\alpha \beta }(\omega )={\frac {1}{\mathcal {Z}}}\sum _{m,n}2\pi \delta (E_{n}-E_{m}-\omega )\;\langle m\mid \psi _{\alpha }\mid n\rangle \langle n\mid \psi _{\beta }^{\dagger }\mid m\rangle \left(\mathrm {e} ^{-\beta E_{m}}-\zeta \mathrm {e} ^{-\beta E_{n}}\right),}
где {\displaystyle m} а также {\displaystyle n} — многочастичные состояния.
Выражения для функций Грина видоизменяются очевидным образом:
{\displaystyle {\mathcal {G}}_{\alpha \beta }(\omega _{n})=\int _{-\infty }^{\infty }{\frac {\mathrm {d} \omega '}{2\pi }}{\frac {\rho _{\alpha \beta }(\omega ')}{-\mathrm {i} \omega _{n}+\omega '}}}
и
{\displaystyle G_{\alpha \beta }^{\mathrm {R} }(\omega )=\int _{-\infty }^{\infty }{\frac {\mathrm {d} \omega '}{2\pi }}{\frac {\rho _{\alpha \beta }(\omega ')}{-(\omega +\mathrm {i} \eta )+\omega '}}.}
Их свойства аналитичности идентичны. Доказательство проводится точно так же, за исключением того, что эти два матричных элемента больше не являются комплексно сопряженными.

#### Невзаимодействующий случай
Если выбранные конкретные одночастичные состояния являются «собственными состояниями одночастичной энергии», то есть
{\displaystyle [H-\mu N,\psi _{\alpha }^{\dagger }]=\xi _{\alpha }\psi _{\alpha }^{\dagger },}
тогда для {\displaystyle |n\rangle } — собственное состояние:
{\displaystyle (H-\mu N)\mid n\rangle =E_{n}\mid n\rangle ,}
так это {\displaystyle \psi _{\alpha }\mid n\rangle } :
{\displaystyle (H-\mu N)\psi _{\alpha }\mid n\rangle =(E_{n}-\xi _{\alpha })\psi _{\alpha }\mid n\rangle ,}
и аналогично для {\displaystyle \psi _{\alpha }^{\dagger }\mid n\rangle } :
{\displaystyle (H-\mu N)\psi _{\alpha }^{\dagger }\mid n\rangle =(E_{n}+\xi _{\alpha })\psi _{\alpha }^{\dagger }\mid n\rangle .}
Поэтому матричный элемент
{\displaystyle \langle m\mid \psi _{\alpha }\mid n\rangle \langle n\mid \psi _{\beta }^{\dagger }\mid m\rangle =\delta _{\xi _{\alpha },\xi _{\beta }}\delta _{E_{n},E_{m}+\xi _{\alpha }}\langle m\mid \psi _{\alpha }\mid n\rangle \langle n\mid \psi _{\beta }^{\dagger }\mid m\rangle .}
моэно переписать в виде
{\displaystyle \rho _{\alpha \beta }(\omega )={\frac {1}{\mathcal {Z}}}\sum _{m,n}2\pi \delta (\xi _{\alpha }-\omega )\delta _{\xi _{\alpha },\xi _{\beta }}\langle m\mid \psi _{\alpha }\mid n\rangle \langle n\mid \psi _{\beta }^{\dagger }\mid m\rangle \mathrm {e} ^{-\beta E_{m}}\left(1-\zeta \mathrm {e} ^{-\beta \xi _{\alpha }}\right),}
следовательно
{\displaystyle \rho _{\alpha \beta }(\omega )={\frac {1}{\mathcal {Z}}}\sum _{m}2\pi \delta (\xi _{\alpha }-\omega )\delta _{\xi _{\alpha },\xi _{\beta }}\langle m\mid \psi _{\alpha }\psi _{\beta }^{\dagger }\mathrm {e} ^{-\beta (H-\mu N)}\mid m\rangle \left(1-\zeta \mathrm {e} ^{-\beta \xi _{\alpha }}\right),}
используя
{\displaystyle \langle m\mid \psi _{\alpha }\psi _{\beta }^{\dagger }\mid m\rangle =\delta _{\alpha ,\beta }\langle m\mid \zeta \psi _{\alpha }^{\dagger }\psi _{\alpha }+1\mid m\rangle }
и тот факт, что термическое среднее оператора числа частиц дает функцию распределения Бозе — Эйнштейна или Ферми — Дирака.
Наконец, спектральная плотность упрощается до выражения
{\displaystyle \rho _{\alpha \beta }=2\pi \delta (\xi _{\alpha }-\omega )\delta _{\alpha \beta },}
так что мацубаровская функция Грина
{\displaystyle {\mathcal {G}}_{\alpha \beta }(\omega _{n})={\frac {\delta _{\alpha \beta }}{-\mathrm {i} \omega _{n}+\xi _{\beta }}}}
а запаздывающая функция Грина равна
{\displaystyle G_{\alpha \beta }(\omega )={\frac {\delta _{\alpha \beta }}{-(\omega +\mathrm {i} \eta )+\xi _{\beta }}}.}
Невзаимодействующая функция Грина диагональна, но во взаимодействующем случае это не так.

## Рекомендации

### Книги
- Бонч-Бруевич В. Л., Тябликов С. В. (1962): Метод функции Грина в статистической механике. Издательство North Holland Publishing Co.
- Абрикосов А. А., Горьков Л. П., Дзялошинский И. Е. (1963): Методы квантовой теории поля в статистической физике Энглвудские скалы: Прентис-Холл.
- Негеле, Дж. У. и Орланд, Х. (1988): Квантовые системы многих частиц, Аддисон-Уэсли.
- Зубарев Д. Н., Морозов В., Ропке Г. (1996): Статистическая механика неравновесных процессов: основные понятия, кинетическая теория (том 1). Джон Вили и сыновья.ISBN 3-05-501708-0 .
- Мэттак Ричард Д. (1992), Руководство по диаграммам Фейнмана в проблеме многих тел, Dover Publications,ISBN 0-486-67047-3 .

### Статьи
- Боголюбов Н. Н., Тябликов С. В. Запаздывающие и опережающие функции Грина в статистической физике, Докл. 4, стр. 589 (1959).
- Зубарев Д. Н., Двухвременные функции Грина в статистической физике, УМН 3: 3 (1960), 320—345.